# Догу, Яшар
Яшар Догу (тур. Yaşar Doğu, 1913—1961) — турецкий борец черкесского (убыхского) происхождения, чемпион мира, Европы и Олимпийских игр.
Яшар Догу родился в 1913 году в деревне Карлы района Кавак ила Самсун. С 15 лет начал заниматься национальной турецкой борьбой, на военной службе стал заниматься международными видами борьбы, с 1939 года вошёл в национальную сборную.
Как и многие другие турецкие борцы, Яшар Догу выступал на турнирах как по греко-римской, так и по вольной борьбе, но наибольших успехов он добился именно в вольной борьбе, став в 1946 и 1949 годах чемпионом Европы, в 1948 году — олимпийским чемпионом, а в 1951 году — чемпионом мира. По окончании спортивной карьеры он стал тренером национальной сборной.
В 1955 году, присутствуя в качестве тренера на чемпионате мира в Швеции, Яшар Догу перенёс инфаркт. В 1961 году он скончался от второго инфаркта.

## Память
В Стамбуле проводится ежегодный международный турнир по вольной борьбе памяти Яшара Догу.